# Liste der Monuments historiques in Sainte-Hélène (Vosges)
Die Liste der Monuments historiques in Sainte-Hélène führt die Monuments historiques in der französischen Gemeinde Sainte-Hélène auf.

## Liste der Objekte
| Bezeichnung                           | Beschreibung                                                                            | Standort                        | Kennzeichnung | Schutzstatus | Datum | Bild |
| ------------------------------------- | --------------------------------------------------------------------------------------- | ------------------------------- | ------------- | ------------ | ----- | ---- |
| Kirchenfenster                        | Darstellungen der Madonna, des heiligen Georgs und der heiligen Helena; 16. Jahrhundert | in der Kirche St-Georges (Lage) | PM88000857    | Classé       | 1955  |      |
| Skulptur Heilige Helena               | Holz, farbig gefasst, erste Hälfte des 19. Jahrhunderts                                 | in der Kirche St-Georges (Lage) | PM88001748    | Inscrit      | 2007  |      |
| Hauptaltar                            | Altartisch und Tabernakel; Holz, farbig gefasst, erste Hälfte des 18. Jahrhunderts      | in der Kirche St-Georges (Lage) | PM88000858    | Classé       | 1965  |      |
| Skulpturengruppe Maria und Jesusknabe | Holz, vergoldet, 18. Jahrhundert                                                        | in der Kirche St-Georges (Lage) | PM88000859    | Classé       | 1967  |      |
| Skulpturengruppe Heilige Familie      | Holz, farbig gefasst, 18. Jahrhundert                                                   | in der Kirche St-Georges (Lage) | PM88000860    | Classé       | 1967  |      |
| Gemälde Das Gelübde Ludwig XIII.      | Ölfarbe auf Leinwand, 18. Jahrhundert, Jean Girardet zugeschrieben                      | in der Kirche St-Georges (Lage) | PM88001750    | Inscrit      | 2007  |      |
| Skulptur Heiliger Georg               | Holz, farbig gefasst, erste Hälfte des 19. Jahrhunderts                                 | in der Kirche St-Georges (Lage) | PM88001749    | Inscrit      | 2007  |      |
| Gemälde Heiliger Georg                | Ölfarbe auf Leinwand, 1841 von Édouard de Mirbeck                                       | in der Kirche St-Georges (Lage) | PM88001751    | Inscrit      | 2007  |      |
| Zwei Lesepulte                        | Mahagoni, vergoldet, zweite Hälfte des 19. Jahrhunderts                                 | in der Kirche St-Georges (Lage) | PM88001752    | Inscrit      | 2007  |      |